# 三輪恒佳
三輪 恒佳（みわ つねよし、1961年12月 - ）は、日本の防衛官僚。

## 人物
東京都出身。駒場東邦高等学校を経て、東京大学経済学部卒業。
イラク戦争後、イラクのサマーワに赴任し、陸上自衛隊のポリティカル・アドバイザーを務めた。

## 略歴
出典:
2002年　秋田県警察本部警務部長
2004年　運用局運用課国際協力室長（兼）陸上自衛隊（在サマーワ政策アドバイザー）
2005年　防衛局調査課情報室長
2006年　長官官房企画官（米国防大学国家戦略研究所）
2007年　九州防衛局企画部長
2008年　人事教育局服務管理官
2010年　内閣官房内閣参事官（内閣情報セキュリティーセンター）
2012年　装備施設本部企業調査課長
2014年　北関東防衛局次長
2016年　北海道防衛局次長
2019年　南関東防衛局次長
2020年　防衛医科大学校副校長（企画・管理担当）